# 寺泊駅 (越後交通)
寺泊駅（てらどまりえき）は、新潟県三島郡寺泊町（現長岡市）に所在した越後交通長岡線の駅（廃駅）である。
寺泊駅を称する鉄道駅としては、越後鉄道の寺泊駅（現在の東日本旅客鉄道越後線の寺泊駅（4代））に次いで2代目であり、寺泊の市街地に近いことから当駅の開業時に越後鉄道の初代駅から、駅名を譲り受けた形である。当駅廃止後は、寺泊新道駅が3代目の寺泊駅を称した。

## 駅構造
小さいながらも立派な木造駅舎と2面2線の構造を持つ地上駅。

## 歴史
- 1915年（大正4年）10月7日 与板 - 大河津 - 当駅間開業に伴い、長岡鉄道の駅として開業。当初の終点駅。
- 1951年（昭和26年）12月1日 西長岡 - 当駅間電化。
- 1960年（昭和35年）10月1日 越後交通が発足し、同社の長岡線の駅となる。
- 1961年（昭和36年）
  - 8月5日 水害により、寺泊新道 - 当駅間が不通となる。
  - 10月3日 寺泊新道 - 当駅間が休止。
- 1966年（昭和41年）5月31日 寺泊新道 - 当駅間が廃止。

## 駅跡地
駅跡はきんぱち旅館の駐車場、公園および集会場となっている。

## 隣の駅
越後交通
長岡線
寺泊海水浴駅 - 寺泊駅
1943年までは、寺泊海水浴駅との間に寺泊温泉駅があった。